# Волков, Владимир Михайлович (учёный)
Владимир Михайлович Волков (21 сентября 1921 — 12 марта 1997) — советский российский учёный в области теории построения систем оперативно-технологической связи железнодорожного транспорта, преподаватель высшей школы (современный Петербургский государственный университет путей сообщения). Доктор технических наук, профессор. Участник Великой Отечественной войны и обороны Ленинграда.заслуженный деятель науки и техники РСФСР.

## Биография
Родился 21 сентября 1921 года в деревне Бороздино Прасковьинской волости Старицкого уезда Тверской губернии (сейчас — в Старицком районе Тверской области).
В 1944 году окончил Ленинградский электротехнический институт инженеров сигнализации и связи (ЛЭТИИСС) и был направлен в Киев, в проектно-восстановительную организацию, где работал до 1947 года. В 1948—1951 гг. — аспирант ЛЭТИИСС. В 1952 году защитил кандидатскую диссертацию: «Выбор и анализ работы вызывного тракта в цепях автоматической коллективной телефонной связи на транспорте» (Ленинград, 1951. — 175 с. : ил.).
Работал в ЛЭТИИСС (переименован в ЛЭТИИЖТ, в 1957 году объединен с ЛИИЖТ, образовав электротехнический факультет): ассистент, старший преподаватель, доцент, профессор. В 1961—1974 годах — декан электротехнического факультета; В 1975—1980 годах — проректор ЛИИЖТ по учебной работе, с 1975 по 1992 год заведовал кафедрой «Электрическая связь».
В 1972 году защитил докторскую диссертацию:
- Исследование взаимных влияний в групповых целях технологической связи железнодорожного транспорта : диссертация … доктора технических наук : 05.00.00. — Ленинград, 1971. — 341 с. : ил.

В 1973 году присвоено учёное звание профессора.

## Награды
Заслуженный деятель науки и техники РСФСР (1990). Награждён орденами Октябрьской Революции, Трудового Красного Знамени, Отечественной войны II степени, знаком «Почетному железнодорожнику».